# Giuseppe Gasparo Mezzofanti
Giuseppe Gasparo Mezzofanti, indicato anche come G. Gaspare Mezzofanti (Bologna, 19 settembre 1774 – Roma, 15 marzo 1849), è stato un cardinale, linguista e filologo italiano.
È noto per le sue doti di iperpoliglotta.

## Biografia
Nato a Bologna in una famiglia di umili origini, era figlio del falegname Francesco Mezzofanti e di Gesualda Dall'Olmo, aveva una sorella di nome Teresa e diversi fratelli deceduti ancora bambini.
Dimostrò fin da piccolo una memoria superiore al comune, un fine orecchio musicale e una straordinaria capacità di apprendimento delle lingue straniere. Frequentò le Scuole Pie della sua città natale, dove entrò in contatto con molti missionari gesuiti stranieri, esuli nello Stato Pontificio a causa della soppressione della Compagnia di Gesù. Dialogando con loro apprese rapidamente lo svedese, il tedesco, lo spagnolo e varie lingue native americane. Studiò il greco antico sotto il gesuita spagnolo Manuel Rodríguez Aponte insieme a Clotilde Tambroni alla quale si legò di profonda amicizia.
Entrato in seminario, terminò gli studi di filosofia e teologia prima dell'età minima richiesta per l'ordinazione presbiterale e si dedicò allo studio delle lingue orientali. Nel 1797, a 23 anni, fu ordinato sacerdote e ricevette la cattedra di ebraico, arabo, lingue orientali e greco all'Università di Bologna. Nel 1798, con l'avvento di Napoleone in Italia e la nascita della Repubblica Cisalpina, Mezzofanti dovette lasciare la cattedra per essersi rifiutato di giurare fedeltà alla nuova costituzione e fu costretto a dare lezioni private per mantenersi.
Nel 1803 fu nominato assistente nella Biblioteca dell'Istituto di Bologna e poco dopo fu reintegrato come professore di ebraico e di greco all'Università. Nel 1806 declinò l'invito di Napoleone a stabilirsi a Parigi. Nel 1808 la cattedra di lingue orientali fu soppressa per volontà del Viceré Eugenio di Beauharnais e Mezzofanti ricevette, come compensazione, una pensione di 1000 lire. Con la restaurazione dello Stato Pontificio, la cattedra fu ricostituita e affidata nuovamente a Mezzofanti, che la detenne fino al 1831.
Nel 1814 Pio VII, in visita a Bologna, lo invitò ad accompagnarlo a Roma e gli propose l'ufficio di segretario di Propaganda, che Mezzofanti rifiutò. Al contrario nel 1831 accettò la richiesta di papa Gregorio XVI di mettere le sue conoscenze al servizio della Congregazione per la Propagazione della Fede. Il contatto con l'ambiente cosmopolita di Roma, tra missionari e dotti provenienti da ogni angolo della cattolicità, permise a Mezzofanti di imparare ancora altre lingue.
Nello studio delle lingue, solo il cinese gli diede filo da torcere: impiegò quattro mesi prima di padroneggiare la lingua. Dal 1837 fino alla morte, nel 1849, Padre Raffaele Umpierres, ex missionario a Macao e professore di lingua Cinese presso la Propaganda Fide, conversò spesso in cinese col cardinale, confermando che Mezzofanti parlava non solo la lingua Mandarina ma era in grado di comprendere anche gli altri dialetti cinesi.
Papa Gregorio XVI, suo amico e protettore, lo nominò il 16 aprile 1833 Primo Custode della Biblioteca Apostolica Vaticana e lo elevò al rango di cardinale nel concistoro del 12 febbraio 1838. Mezzofanti morì a Roma nel 1849 a 74 anni. Il suo monumento funebre si trova nella Chiesa di Sant'Onofrio al Gianicolo.
Mezzofanti è stato membro di numerose società scientifiche, tra le quali l'Institut des Langues di Parigi, di cui fu fatto membro onorario straniero insieme a Franz Bopp e Jacob Grimm, la Pontificia Accademia romana di archeologia e l'Accademia della Crusca. Fu accettato anche quale membro dell'Accademia Imperiale Russa "per la sua profonda conoscenza della lingua russa" e per "i meriti acquisiti nei confronti delle letterature europee in generale" e dell'Accademia delle Scienze di Pietroburgo, l'attuale Accademia russa delle scienze, in riconoscimento dei suoi meriti linguistici.
Sulla facciata della casa natale di via Malcontenti lo ricorda una lapide con ritratto a medaglione.

## Testimonianze
Mezzofanti è descritto nelle fonti come un uomo mite, senza particolari ambizioni se non quella di dedicarsi alla cura delle anime, alla docenza universitaria e allo studio quotidiano delle lingue.
Numerose personalità contemporanee hanno parlato di lui:
- Il poeta inglese Lord Byron, che incontrò Mezzofanti a Bologna, scrisse di aver conosciuto «un mostro delle lingue... che sarebbe dovuto esistere al tempo della torre di Babele come interprete universale».[11]
- August Wilhelm Kephalides, professore all'Università di Breslavia, nel resoconto del suo viaggio in Italia descrive l'incontro con un fenomenale poliglotta in talare che entusiasma gli intellettuali bolognesi e «parla perfettamente il tedesco senza aver mai messo piede fuori dall'Italia».[12]
- Il filologo danese Christian Molbech, durante un viaggio in Italia, visitò Mezzofanti e parlò con lui nella sua lingua madre per più di due ore, testimoniando che Mezzofanti parlava danese «con una correttezza quasi assoluta».[13]
- Matteo Pisani, interprete dell'ambasciata russa in Italia e tra i maggiori slavisti del tempo, visitò Mezzofanti per verificare se la sua fama fosse o no meritata, restandone sbalordito.[3]
- Padre Charles William Russell, studioso irlandese e amico di John Henry Newman, frequentò Mezzofanti e rimase impressionato dalla sua capacità di esprimersi con finezza e senza errori in gaelico, inglese e nei principali dialetti della Gran Bretagna. Dopo la morte di Mezzofanti scrisse quella che è generalmente considerata la migliore biografia del cardinale bolognese, raccogliendo documenti e testimonianze dirette.

Russell afferma che Mezzofanti arrivò a scrivere e parlare pressoché perfettamente 38 lingue, tra le quali l'ebraico, l'arabo, il neo-aramaico-caldeo, il copto, l'armeno antico e l'armeno moderno, il persiano, il turco, l'albanese, il maltese, il greco e il greco antico, il latino, lo spagnolo, il portoghese, il francese, il tedesco, lo svedese, l'inglese, il russo, il polacco, il ceco, l'ungherese, il cinese, il siriaco, il ge'ez, l'amarico, l'hindī, il gujarati, il basco, il romeno. Parlava con minor sicurezza un'altra quarantina di lingue (oltre a un numero imprecisato di dialetti), per un totale di 78 idiomi. Tra i suoi rimpianti figuravano il sanscrito, il malese, il tibetano, l'islandese, il lappone, il ruteno, il frisone occidentale, il lettone, il cornico, il quechua e il bambara: era in grado solo di leggerli, non di parlarli.
Anche Stefan Zweig lo cita come un fenomeno delle lingue nella novella "Buchmendel".

## Opere
Nel 1807 Mezzofanti compilò il catalogo ragionato dei manoscritti orientali e greci dell'Istituto delle scienze di Bologna, che fu molto stimato dagli studiosi contemporanei e fu considerato un prezioso supplemento agli analoghi lavori compiuti da Talmar e Assemani per la Biblioteca Apostolica Vaticana. Nel 1828 compì la revisione del Breviario siro-maronita, che tradusse in lingua latina.
Numerosi furono i contributi dati dal Mezzofanti alla linguistica comparativa. Nel Discorso sulla lingua Valacca, pronunciato nel 1815 presso l'Accademia delle scienze dell'Istituto di Bologna, Mezzofanti stabilì con precisione la posizione della lingua romena tra le lingue romanze, analizzandone in particolare i rapporti con l'italiano.
Nel discorso tenuto davanti all'Accademia di Bologna nel luglio 1816 Sopra i Sette Comuni di Vicenza, Mezzofanti fu il primo a riconoscere il carattere alto-tedesco, e non cimbrico, come voleva la tradizione, della lingua cimbra, anticipando le idee di Johann Andreas Schmeller.
I suoi studi sulle lingue americane, conservati manoscritti nella Biblioteca comunale dell'archiginnasio a Bologna, furono pubblicati da Emilio Teza nei Saggi inediti di lingue americane (1868), e da Carlo Tagliavini in La lingua degli Indi Luiseños (1926). Questi lavori, elaborati in collaborazione con studiosi indigeni come Pablo Tac, furono tra i primi a dedicarsi allo studio della lingua degli Indi-Luiseños, da lui chiamata lingua californensis.
Sempre nel campo dell'americanistica, Mezzofanti fu il primo a tentare, con buoni risultati, di decifrare il Codex Cospi, un manoscritto pittografico precolombiano incluso nei codici del gruppo Borgia. Le sue dissertazioni sul calendario nahuatl raffigurato dal manoscritto hanno anticipato i risultati raggiunti dalla filologia più recente.